# Варавай
Варава́й (рос. Варавай) — присілок в Якшур-Бодьїнському районі Удмуртії, Росія.
Населення — 331 особа (2010; 376 в 2002).
Національний склад (2002):
- удмурти — 65 %
- росіяни — 34 %

## Історія
Присілок заснований 1769 року. 1957 року відкрито бібліотеку, 2002 року — школу.

## Урбаноніми[4]
- вулиці — Молодіжна, Радянська, Селищна, Ставкова, Уйвайська, Ювілейна
- провулки — Шкільний